# Fissidens beccarii
Fissidens beccarii là một loài Rêu trong họ Fissidentaceae. Loài này được (Hampe) Broth. mô tả khoa học đầu tiên năm 1901.